# Monika Helfer

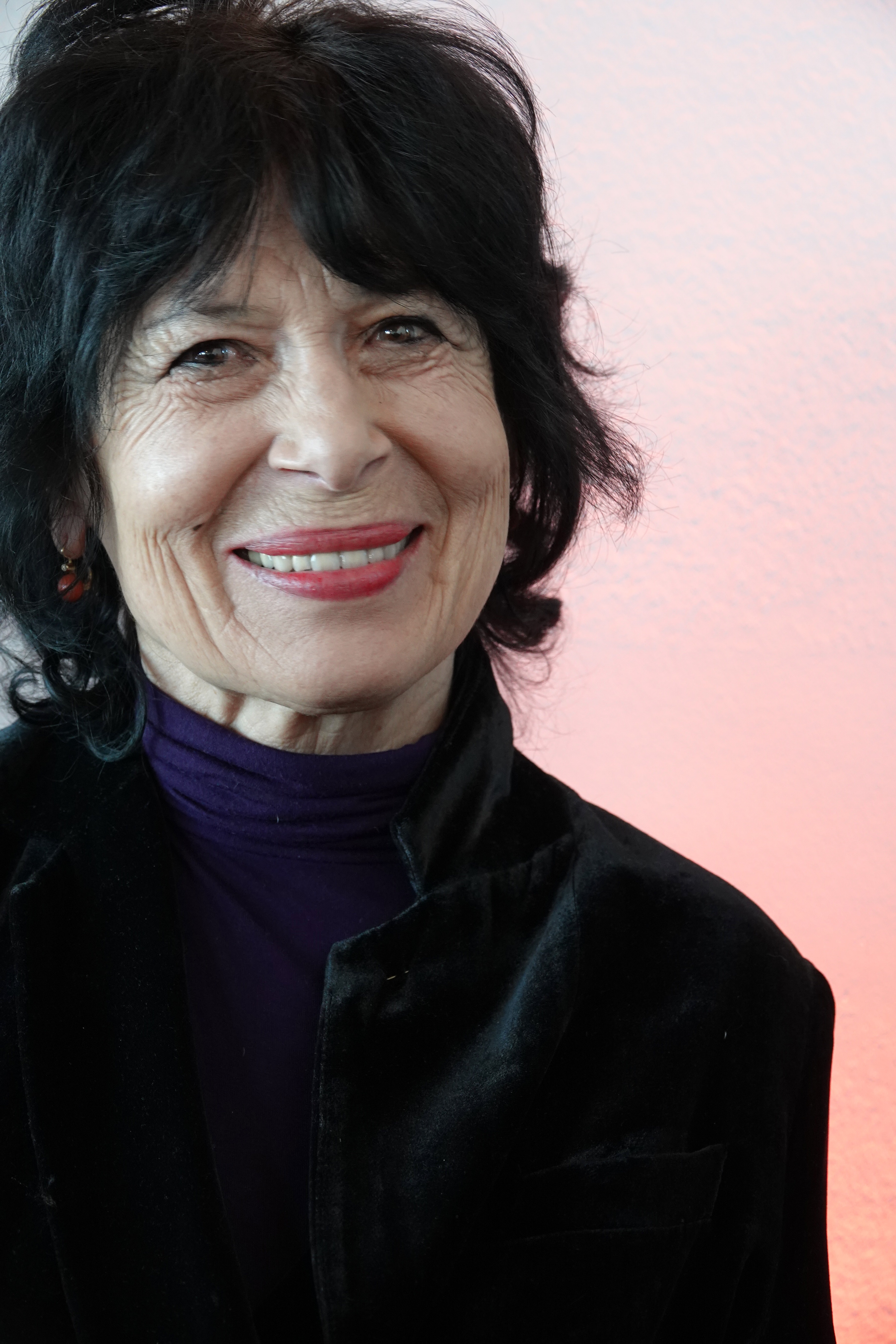
Monika Helfer 2023

Monika Helfer (* 18. Oktober 1947 in Au, Vorarlberg), vormals Monika Helfer-Friedrich, ist eine österreichische Schriftstellerin.

## Leben und Werk
Monika Helfer wuchs in Vorarlberg auf. Ihr Vater, der Verwalter in einem Erholungsheim für Kriegsversehrte war, arbeitete in der Pension als Bibliothekar. Die Mutter starb an einer Krebserkrankung, als Monika Helfer noch ein Kind war.
Sie hat Romane, Erzählungen und Kinderbücher veröffentlicht. Für ihre Arbeiten erhielt sie zahlreiche Auszeichnungen. Thema ihrer Bücher sind oft schwierige Familienbeziehungen, wobei sie einen besonderen Fokus auf die Kinderperspektive legt. „Die Figuren in Monika Helfers Büchern haben Mut, Überlebenswillen und den gesunden Trotz eines Kindes, nämlich den Trotz, sich von gesellschaftlichen Wertvorstellungen und Kategorisierungen nicht beirren zu lassen“, so Dorothea Zanon in ihrer Laudatio anlässlich der Verleihung des Österreichischen Ehrenkreuzes für Wissenschaft und Kunst I. Klasse.
Frühe Texte veröffentlichte die Autorin unter dem Namen Monika Helfer-Friedrich.
Monika Helfer hat vier Kinder, zwei davon in ihrer 1981 geschlossenen Ehe mit dem Schriftsteller Michael Köhlmeier: Sohn Lorenz Helfer ist Bildender Künstler, die Tochter Paula Köhlmeier starb 2003 bei einem Unfall. Helfers Roman Bevor ich schlafen kann von 2010 ist ihrem Andenken gewidmet. Helfer und Köhlmeier leben in Hohenems und in Wien.
2018 wurde ihr Roman Oskar und Lilli (1994) von Arash T. Riahi unter dem Titel Ein bisschen bleiben wir noch verfilmt.
In ihrem Roman Die Bagage (2020) erzählt sie die Geschichte ihrer Großeltern und deren Kinder, besonders ihrer Mutter Grete. Nach ihrem Bestseller Die Bagage folgte Helfers autofiktionaler Familienroman Vati (2021), in dem ihr Vater als Büchermensch im Mittelpunkt steht. Darin schreibt sie auch über ihre Kindheit und beleuchtet ihre Beziehungen zu ihren beiden Schwestern Gretel und Renate sowie zu ihrem Bruder Richard, der getrennt von ihnen bei ihrer Tante Irma aufwuchs. In Löwenherz (2022), dem dritten Teil der Familientrilogie, verarbeitet sie das Leben und den verfrühten Tod ihres Bruders Richard. 2023 erschien mit Die Jungfrau ein Roman, der ebenso in Helfers persönlicher Vergangenheit angesiedelt ist, sich aber auf die Freundschaft zwischen Monika und ihrer Schulfreundin Gloria fokussiert.
Ihr Kurzgeschichtenband Bettgeschichten und andere (2022) wurde auf der Longlist für den Österreichischen Buchpreis 2022 nominiert.

## Auszeichnungen
- 1973: Ehrengabe für Kunst und Wissenschaft des Landes Vorarlberg für Literatur
- 1980: Staatsstipendium des Bundesministeriums für Unterricht und Kunst für Literatur
- 1985: Franz-Michael-Felder-Medaille für Verdienste um die Literatur Vorarlbergs (1987 Rückgabe der Franz-Michael-Felder-Medaille aus Protest gegen die nationalsozialistischen Äußerungen von Natalie Beer, einer anderen Trägerin der Medaille)
- 1989: Vorarlberger Literaturstipendium
- 1991: Förderungspreis des Bundesministeriums für Unterricht und Kunst für Literatur
- 1992: Dramatikerstipendium des Bundesministeriums für Unterricht und Kunst
- 1994: ORF-Hörspielpreis, für Oskar und Lilli
- 1995: Ehrenpreis des Vorarlberger Buchhandels
- 1997: Österreichischer Würdigungspreis für Literatur
- 2003: Österreichischer Kinder- und Jugendbuchpreis, für Rosie in New York  (mit Birgitta Heiskel)
- 2004: Anerkennungspreis im Rahmen des Kinder- und Jugendbuchpreis der Stadt Wien für Rosie in Wien (mit Birgitta Heiskel)[13]
- 2010: Kröte des Monats November, für Rosie und der Urgroßvater (mit Michael Köhlmeier)
- 2011: Österreichischer Kinder- und Jugendbuchpreis, für Rosie und der Urgroßvater[14]
- 2012: Johann-Beer-Literaturpreis, für Die Bar im Freien
- 2016: Österreichisches Ehrenkreuz für Wissenschaft und Kunst I. Klasse[15]
- 2017: Nominierung zum Deutschen Buchpreis, mit Schau mich an, wenn ich mit dir rede![16]
- 2020: Solothurner Literaturpreis, für das Gesamtwerk (wurde wegen der COVID-19-Pandemie erst 2021 verliehen)[17]
  - Bodensee-Literaturpreis für ihr Gesamtwerk (am 19. September 2021 auf der Landesgartenschau Überlingen 2021 überreicht)[18]
- 2021: Schubart-Literaturpreis für Die Bagage
- 2021: Deutscher Buchpreis – Shortlist mit Vati
- 2022: Johann-Peter-Hebel-Preis
- 2022: Nominierung zum Österreichischen Buchpreis (Longlist) mit Bettgeschichten und Andere.
- 2024: Mitteleuropäischer Literaturpreis Angelus für Die Bagage[19]

## Werke

### Prosa
- Eigentlich bin ich im Schnee geboren. Illustrationen von Richard Helfer. Edition Roetzer, Eisenstadt 1977, ISBN 3-85374-025-1.
- Die wilden Kinder. Roman. Piper, München 1984, ISBN 3-492-02886-1.
- Mulo. Eine Sage. Piper, München 1986, ISBN 3-492-03006-8.
- Ich lieb Dich überhaupt nicht mehr. Roman. Piper, München/Zürich 1989, ISBN 3-492-11343-5.
- Der Neffe. Erzählung. Piper, München 1991, ISBN 3-492-03465-9.
- mit Michael Köhlmeier: Der Mensch ist verschieden. Variationen zu Theophrast. Holzschnitte von Peter Guth. Blei-Verlag Karl Kretschmer, Mosbach 1994.
- Oskar und Lilli. Roman. Piper, München 1994, ISBN 3-492-03686-4.
- Kleine Fürstin. Haymon, Innsbruck 1995, ISBN 978-3-7099-7024-9.
- Wenn der Bräutigam kommt. Roman. Piper, München 1998, ISBN 3-492-03964-2.
- Mein Mörder. Roman. Piper, München 1999, ISBN 3-492-04184-1.
- Bestien im Frühling. Stück. Deuticke, Wien 1999, ISBN 3-216-30495-7.
- Rosie in New York. Illustrationen von Birgitta Heiskel. Verlag Niederösterreichisches Pressehaus, St. Pölten 2002, ISBN 3-85326-250-3.
- Rosie in Wien. Illustrationen von Birgitta Heiskel. Verlag Niederösterreichisches Pressehaus, St. Pölten 2004, ISBN 3-85326-283-X.
- Tiere allein. Kinderbuch. Illustrationen von Sofie Loeprecht. Verlag Bibliothek der Provinz, Weitra 2009, ISBN 978-3-85252-998-1.
- Bevor ich schlafen kann. Roman. Deuticke, Wien 2010, ISBN 978-3-552-06142-2.
- mit Michael Köhlmeier: Rosie und der Urgroßvater. Carl Hanser, München 2010, ISBN 978-3-446-23587-8.
- Die Bar im Freien. Aus der Unwahrscheinlichkeit der Welt. Deuticke, Wien 2012, ISBN 978-3-552-06190-3.
- mit Ingrid Puganigg: Zwei Frauen warten auf eine Gelegenheit. Roman. Zsolnay-Verlag, Wien 2014, ISBN 978-3-552-06240-5.
- Diesmal geht es gut aus. Geschichten. Mit Zeichnungen von Lorenz Helfer. Haymon, Innsbruck 2014, ISBN 978-3-7099-7802-3.
- Die Welt der Unordnung. Roman. Jung und Jung, Salzburg 2015, ISBN 978-3-99027-073-8.
- Schau mich an, wenn ich mit dir rede! Jung und Jung, Salzburg/Wien 2017, ISBN 978-3-99027-094-3.[20]
  - Neuauflage: Schau mich an, wenn ich mit dir rede! Kampa, Zürich 2022, ISBN 978-3-311-15048-0.
- Mit Michael Köhlmeier: Der Mensch ist verschieden. Dreiunddreißig Charaktere. Haymon, Innsbruck 2017, ISBN 978-3-7099-7269-4.
- Die Bagage. Roman. Carl Hanser, München 2020, ISBN 978-3-446-26562-2.
- Vati. Roman. Carl Hanser, München 2021, ISBN 978-3-446-26917-0.
- Dickerle. Mit Illustrationen von Christoph Abbrederis. Leykam, Graz 2021, ISBN 978-3-7011-8201-5.
- Löwenherz. Roman. Carl Hanser, 2022, ISBN 978-3-446-27269-9.
- Bettgeschichten und andere. Kurzgeschichten. Bahoe Books, Wien 2022, ISBN 978-3-903290-71-6.
- Die Jungfrau. Roman. Carl Hanser, München 2023, ISBN 978-3-446-27789-2.
- mit Michael Köhlmeier: Mein schwarzer Hund. Bahoe Books, Wien 2024, ISBN 978-3-903478-26-8.
- Der Stoff. Illustrationen Hanna Zeckau. Residenz Verlag, Salzburg 2024, ISBN 978-3-7017-3607-2
- Wie die Welt weiterging. Geschichten für jeden Tag. Carl Hanser, München 2024, ISBN 978-3-446-27750-2.
- Der Bücherfreund. Erzählung. Illustriert von Kat Menschik. Carl Hanser, München 2025, ISBN 978-3-446-28273-5.

### Theaterstücke
- Die Aufsässige. UA 1992, Theater m.b.H., Wien; Thomas Sessler Verlag, Wien.[21]
- Bestien im Frühling. UA 1999, Schauspielhaus, Wien (Regie: Thomas Jonigk). Veröffentlicht bei Deuticke, Wien/München 1999, ISBN 3-216-30495-7 (als Manuskript: Thomas Sessler Verlag, Wien[22]).
- [Exposé zu] Rosie. Thomas Sessler Verlag, Wien.[23]
- Soll ich denn singend zugrunde gehen? Thomas Sessler Verlag, Wien.[24]
- Kreuzers Kinder. UA 2010, Theater Kosmos, Bregenz (Regie: Hubert Dragaschnig).[25]
- Der Frauentourist. UA 2017, Theater Kosmos, Bregenz (Regie: Augustin Jagg).[26][27][28] (Thomas Sessler Verlag, Wien.[29]).
- Praterstern, UA 2025, Sommerspiele Melk, gemeinsam mit Michael Köhlmeier[30]

### Hörspiele
- Der Zorn des Meisters. (mit Gerold Amann und Michael Köhlmeier), 1979.
- Tondbandprotokoll. (mit Michael Köhlmeier), 1979.
- Indische Tempeltänzerin. 1981.
- Oskar und Lilli. 1994.

### Filme
- Die wilden Kinder. TV-Film. (Drehbuch nach dem gleichnamigen Roman von Monika Helfer) mit Christian Berger, Regie: Christian Berger, 1986/86.